# SPECTRA (шлем)

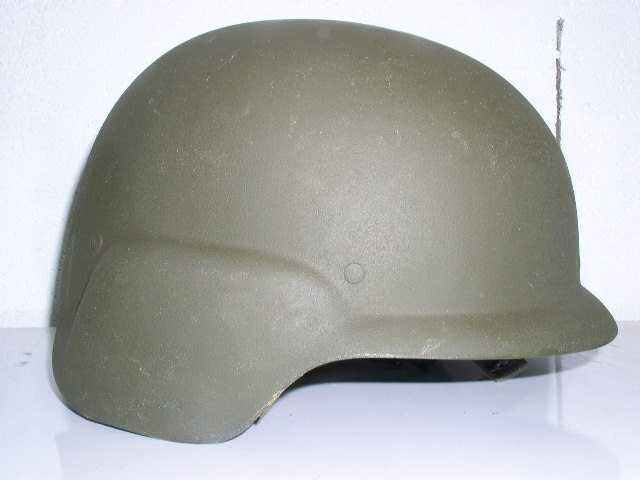
шлем SPECTRA

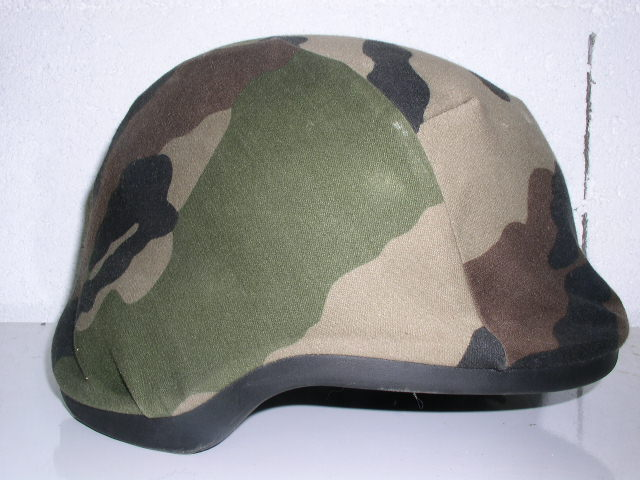
шлем SPECTRA французской армии в чехле из камуфлированной ткани

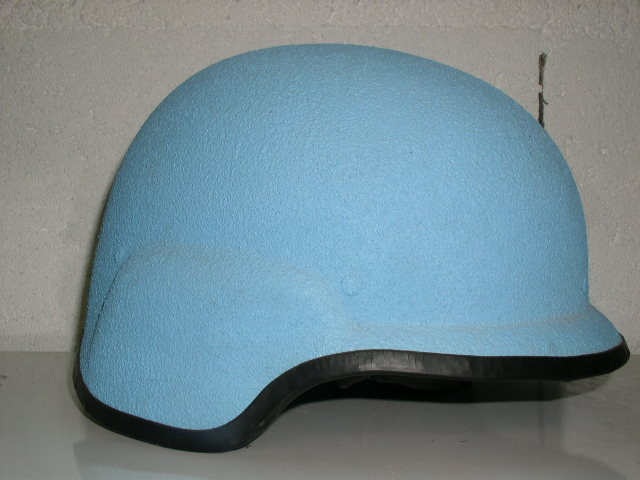
шлем SPECTRA для миротворческих сил ООН

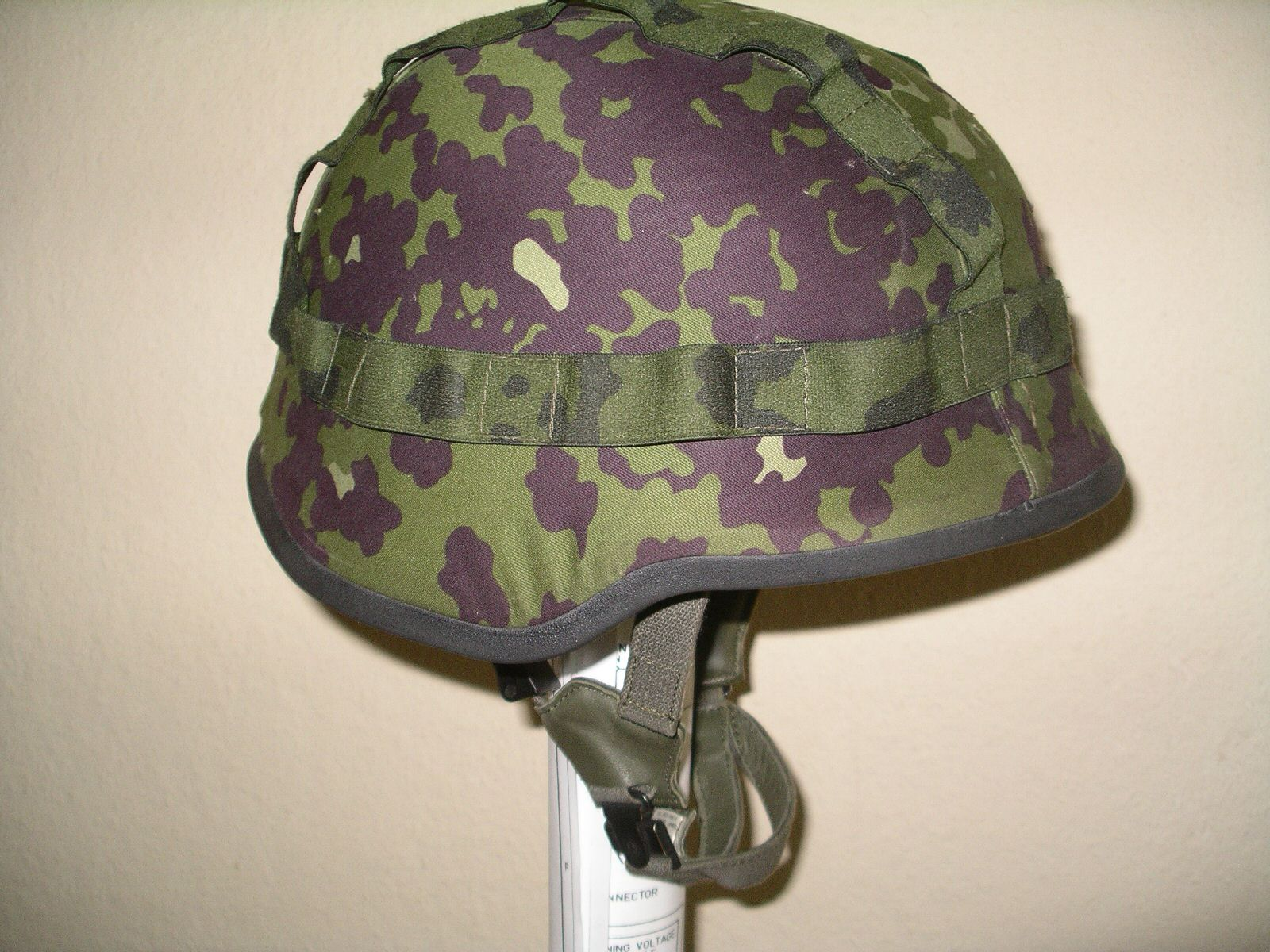
шлем M/96, принятый на вооружение армии Дании

SPECTRA — французский общевойсковой пулезащитный шлем, который разработан и выпускается компанией CGF Gallet.

## История
Разработка нового шлема для французской армии для замены стальной каски обр. 1978 года началась в 1980е годы, после того, как на вооружение на вооружение сухопутных войск США была принята каска PASGT. Лицензия на производство материала "SPECTRA" (из которого изготавливается шлем) была приобретена у американской компании "Honeywell".
В подразделения французской армии шлемы начали поступать в 1990е годы, в дальнейшем началось их производство на экспорт.

## Описание
Композитный пулезащитный шлем из сверхвысокомолекулярного полиэтилена с полимерным покрытием, изготовлен в соответствии со стандартами НАТО, обеспечивает противоосколочную и противопулевую защиту, выпускается в трёх размерах ( "M", "L", "XL"), два из которых являются основными. Оснащён ременной системой для фиксации шлема на голове. Масса шлема составляет 1,4 кг.
В ходе баллистических испытаний на соответствие стандарту STANAG 2920 для средств индивидуальной защиты НАТО было установлено, что при обстреле шлема имитатором осколка FSP массой 1,1 грамм значение параметра V50 (средняя скорость, при которой средство защиты оказывается пробито насквозь в 50% случаев) составляет 680 м/с.

## Аксессуары
Шлем комплектуется тканевым чехлом.

## Страны-эксплуатанты
- Франция — принят на вооружение в 1992 году, в 1993 году первые шлемы были поставлены во французские подразделения миротворческих войск ООН
- Дания — в начале 1990х годов шлем принят на вооружение вооружённых сил Дании под наименованием Hjelm M/96
- Канада — в 1996 году был заключён контракт на поставку для вооружённых сил Канады партии шлемов из Франции, в 1997 году шлем был принят на вооружение под наименованием CG634, в дальнейшем их производство начал канадский филиал компании «Gallet Sécurité Internationale» в провинции Квебек